# Zbigniew Zamachowski
Zbigniew Zamachowski (ur. 17 lipca 1961 w Brzezinach) – polski aktor filmowy, teatralny i dubbingowy, lektor, piosenkarz, kompozytor muzyki do etiud filmowych oraz autor muzyki i tekstów piosenek.

## Życiorys

### Rodzina i edukacja
Urodził się w Brzezinach. Jest synem Saturnina Zamachowskiego (–1979) i Józefy z domu Lewandowskiej (1939–). Ma starszą o trzy lata siostrę, Jolantę. Kiedy miał 18 lat, jego ojciec popełnił samobójstwo.
W maju 1980 zdał maturę w liceum ekonomicznym w Zespole Szkół Zawodowych w Brzezinach, ukończył także naukę w szkole muzycznej w klasie fortepianu. W 1985 ukończył studia na Wydziale Aktorskim PWSFTiT w Łodzi; za rolę Pianisty w przedstawieniu Syn marnotrawny otrzymał nagrodę na 3. Ogólnopolskim Przeglądzie Spektakli Dyplomowych w Łodzi. 

### Kariera muzyczna
W dzieciństwie kilkukrotnie zwyciężał w konkursie wokalnym „Tomaszowska Wiosna” w Tomaszowie Mazowieckim. W szkole średniej udzielał się w kabarecie, w którym pisał teksty do skeczy. Jako nastolatek był organistą w zespole klezmerskim swojego kuzyna i w Urzędzie Stanu Cywilnego w Brzezinach. 
Wziął udział w Przeglądzie Piosenki Młodzieżowej w Żyrardowie. W 1980 znalazł się wśród laureatów Ogólnopolskiego Młodzieżowego Przeglądu Piosenki w Toruniu, dzięki czemu wystąpił w konkursie „Debiuty” podczas 18. Krajowym Festiwalu Piosenki Polskiej w Opolu, na którym zajął drugie miejsce po wykonaniu utworów „Apogeum” i „Kołysanka”. Po festiwalu wydał, nakładem wytwórni Tonpress, swój debiutancki singiel z piosenką „Kołysanka”. W tym samym roku odbył trasę koncertową z orkiestrą Zbigniewa Górnego i wystąpił na Ogólnopolskiej Turystycznej Giełdzie Piosenki Studenckiej w Szklarskiej Porębie.
W 1982 nawiązał współpracę artystyczną z Zenkiem Laskowikiem, z którym organizował Festiwal Piosenki Umundurowanej w Łazach i napisał kilkadziesiąt piosenek.
W 1987 zaśpiewał „Czy te oczy mogą kłamać” w duecie z Adrianną Biedrzyńską podczas koncertu monograficznego Agnieszki Osieckiej w ramach 8. Przeglądu Piosenki Aktorskiej we Wrocławiu. W tym samym roku wystąpił premierowo w spektaklu muzycznym Sen Leo Ferre w Teatrze „Scena Prezentacje” w Warszawie. W 1989 pojawił się w przedstawieniu Zimy żal na 10. PPA we Wrocławiu, a w 1992 premierowo wystąpił w docenionym przez krytykę spektaklu muzycznym Big Zbig Show (reż. Magda Umer) w Teatrze Rampa w Warszawie.

### Kariera filmowa
Dzięki występowi na festiwalu w Opolu został dostrzeżony przez Krzysztofa Rogulskiego i został obsadzony w roli Ryśka w jego filmie Wielka majówka (1981). Następnie miał zagrać Józusia Garstkę, głównego bohatera serialu Popielec, ale nie uzyskał na to zgody od dyrekcji szkoły filmowej; w produkcji wystąpił jedynie w epizodycznej roli Lataca. W trakcie studiów zagrał m.in. młodego jurystę w miniserialu kostiumowym Tadeusza Junaka Rycerze i rabusie (1984) i epizodyczną rolę w filmie obyczajowym Grzegorza Królikiewicza Zabicie ciotki (1985). Zagrał główne role m.in. w filmie obyczajowym Tomasza Szadkowskiego Ucieczka (1986) i komediodramacie Krzysztofa Kieślowskiego Dekalog X (1989), drugoplanową rolę w filmie muzycznym Jerzego Gruzy Pierścień i róża (1987) oraz epizody w filmie przygodowym Wojciecha Jerzego Hasa Niezwykła podróż Baltazara Kobera (1988) i dramacie psychologicznym Andrzeja Wajdy Biesy (Les possédés, 1988). W 1989 został laureatem Nagrody im. Stanisława Wyspiańskiego I stopnia za „osiągnięcia aktorskie w teatrze i filmie”. 
Wystąpił w drugoplanowej roli Icka Szulca, wychowanka tytułowego bohatera (Wojciech Pszoniak) biograficznego dramatu wojennego Andrzeja Wajdy Korczak (1990). W 1990 zagrał w szwajcarsko-amerykańskim filmie Dietera Meiera The Lightmaker (2001). Za rolę asystenta cenzora Rabkiewicza (Janusz Gajos) w komediodramacie Wojciecha Marczewskiego Ucieczka z kina „Wolność” (1990) otrzymał nominację do Europejskiej Nagrody Filmowej dla najlepszego europejskiego aktora drugoplanowego, dzięki czemu został członkiem Europejskiej Akademii Filmowej. Następnie zagrał Marka, głównego bohatera komediodramatu Jacka Gąsiorowskiego Tak tak (1991), i parobka Walka polsko-francusko-brytyjskim dramacie Jerzego Skolimowskiego Ferdydurke (30 Door Key, 1991) na podstawie powieści Witolda Gombrowicza o tym samym tytule. Zagrał w filmie obyczajowym Jean-Louisa Bertuccellego Na czarno (Le clandestin, 1993).
Popularność przyniosła mu również rola Karola Karola w polsko-francusko-szwajcarskiej trylogii Krzysztofa Kieślowskiego: Trzy kolory. Niebieski (1993), Trzy kolory. Biały (1994) i Trzy kolory. Czerwony (1994), przy czym za występ w pierwszoplanowej roli w Białym uzyskał przychylne recenzje w światowej prasie i otrzymał w 1995 Złotą Kaczkę dla najlepszego aktora. Został bohaterem filmu dokumentalnego Renaty Czarnkowskiej-Listoś Wszystko się może zdarzyć (1993) zrealizowanym dla Telewizji Polskiej. W tym 1993 otrzymał nagrodę Wiktora. Zdobył pochwalne recenzje i nagrodę za pierwszoplanową rolę męską na 19. Festiwalu Polskich Filmów Fabularnych w Gdyni za rolę Tomasza Siwka w komediodramacie Zawrócony (1994) Kazimierza Kutza, u którego w pierwszej połowie lat 90. zagrał także inżyniera Wertera w Strasznym śnie Dzidziusia Górkiewicza (1994), i „porucznika UB Dudeckiego” w Pułkowniku Kwiatkowskim (1995). W 1995 wygrał Złotą Kaczkę za najlepszą rolę aktorską w plebiscycie czytelników czasopisma „Film”. W 1996 i 1997 otrzymał kolejne dwie nagrody Wiktora.

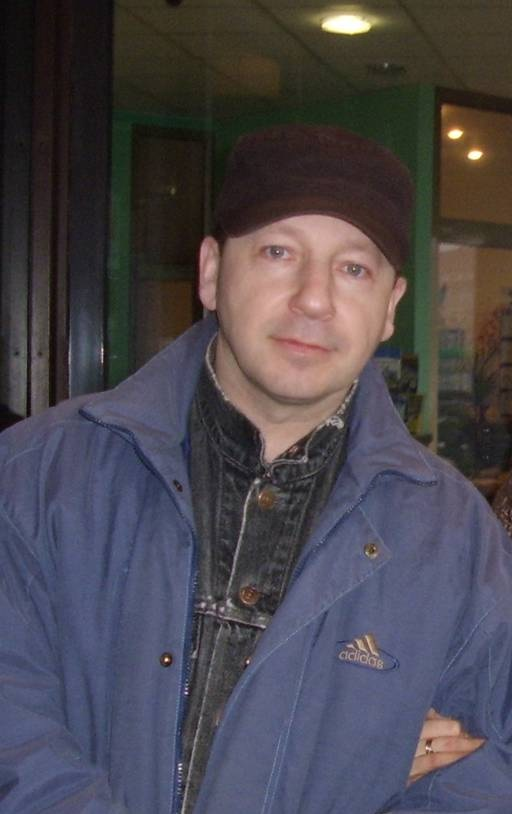
Zamachowski (2007)

Wcielił się w postać Michała Wołodyjowskiego w filmie historycznym Jerzego Hoffmanna Ogniem i mieczem (1999) na podstawie powieści Henryka Sienkiewicza pod tym samym tytułem. Zagrał epizodyczną rolę kierowcy Terry’ego Thorne’a (Russell Crowe) w amerykańskim filmie sensacyjnym Taylora Hackforda Dowód życia (Proof of Live, 2001) i Żyda kupującego monety w dramacie wojennym Romana Polańskiego Pianista (2002). W 2001 za występ w roli dozorcy Edzia w filmie psychologicznym Roberta Glińskiego Cześć Tereska (2001) otrzymał Polską Nagrodę Filmową za najlepszą główną rolę męską na 4. gali wręczenia Orłów. Wcielił się w postać Jaskra w filmie fantasy Marka Brodzkiego Wiedźmin (2001), będącym adaptacją opowiadań Andrzeja Sapkowskiego. Wystąpił w roli Gutka w polsko-niemiecko-francuskim dramacie Marceline Loridan-Ivens Polana pośród brzeziny (La petite prairie aux bouleaux, 2003) z Anouk Aimée. W 2004 za rolę Jaśka w komediodramacie Andrzeja Jakimowskiego Zmruż oczy (2003) otrzymał Orła dla najlepszego aktora na 6. ceremonii wręczenia Polskich Nagród Filmowych, na której był nominowany także do zdobycia statuetki za najlepszą drugoplanową rolę męską za występ w dramacie Ryszarda Brylskiego Żurek (2003). W 2006 za rolę Mariana w telewizyjnym komediodramacie Sylwestra Chęcińskiego Przybyli ułani (2006) otrzymał nagrodę za główną rolę męską na 31. Festiwalu Polskich Filmów Fabularnych w Gdyni. Wystąpił w roli Pana Marka, pracodawcy tytułowego bohatera (Krzysztof Kiersznowski) dramatu Rafała Kapelińskiego Ballada o Piotrowskim (2007).

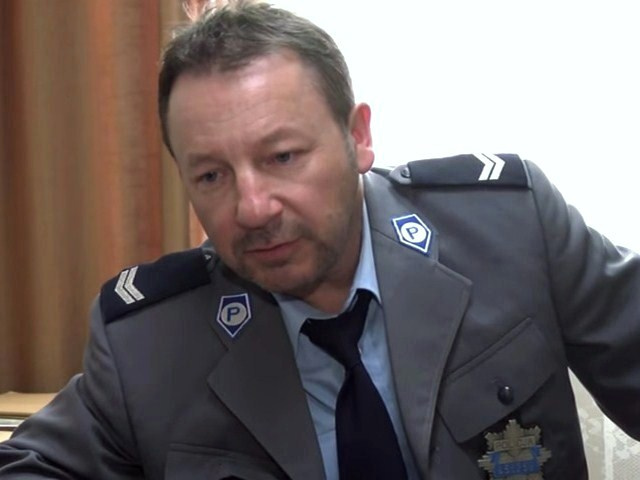
Zamachowski w filmie Pokłosie (2011)

Zagrał Bogdana, głównego bohatera polsko-niemieckiego filmu Radosława Węgrzyna Święta krowa (Sommer auf dem Land, 2011). Wystąpił w roli Avrahama Goehnera, bogatego Żyda mieszkającego w Kownie w czasie okupacji Litwy przez Armię Czerwoną, w japońskim filmie historyczno-biograficznym Cellina Glucka Ambasador nadziei (杉原千畝  スギハラチウネ, 2015). Powrócił do roli Jaskra w filmie fantasy Jakuba Nurzyńskiego Pół wieku poezji później (2019). Zagrał Fryderyka, partnera Basi (Aleksandra Konieczna) w polsko-szwedzkim komediodramacie Magnusa von Horna Sweat (2021).
Od 1994 zajmuje się dubbingiem. Podłożył swój głos m.in. w filmach: Prowincjonalne życie (1994), Brzdąc w opałach (1994), Nawiedzony dwór (2003) i Łotr 1. Gwiezdne wojny – historie (2016). Zdubbingował tytułowego bohatera filmu animowanego Stuart Malutki (1999) i Shreka w serii filmów o ogrze.

### Kariera teatralna

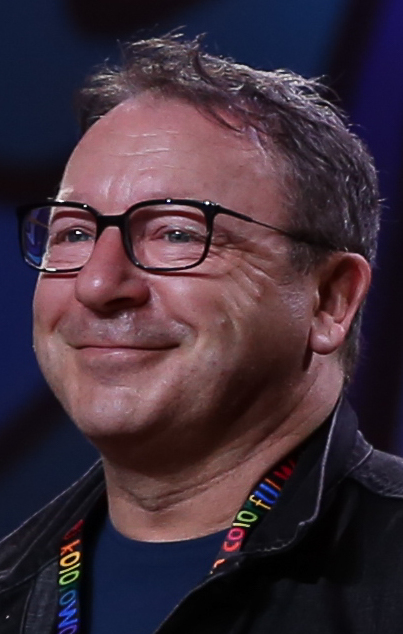
Zamachowski (2019)

1 kwietnia 1985 został zatrudniony w Teatrze Studio w Warszawie, w którym zadebiutował rolą Filcha w spektaklu Opera za trzy grosze, następnie – przez osiem sezonów – występował w sztuce Powolne ciemnienie malowideł, poza tym zagrał m.in. w spektaklach Usta milczą, dusza śpiewa (1988) i Wujaszek Wania (1993), za którą w 1993 otrzymał Nagrodę im. Aleksandra Zelwerowicza.
Pod koniec 1985 został członkiem Kabaretu Pod Okiem. 
W 1997 przeszedł z Teatru Studio do Teatru Narodowego w Warszawie. W tym teatrze zagrał m.in. Ojca w Ślubie (premiera w 1998; reż. Jerzy Grzegorzewski), Bohatera w Kartotece (1999; reż. Kazimierz Kutz) czy Goga w Czekając na Godota (2006; reż. Antoni Libera). Odszedł z teatru w 2017. W 2018 premierowo zagrał Mazurkiewicza w farsie Żołnierz królowej Madagaskaru (reż. Krzysztof Jasiński) w Teatrze Polskim w Warszawie.

### Pozostałe przedsięwzięcia
W latach 80. został wykładowcą Akademii Teatralnej w Warszawie jako prowadzący zajęcia z interpretacji piosenki aktorskiej. W 1996 opublikował tomik wierszy Półkrople, ćwierćkrople. W kwietniu 2008 został członkiem Rady Fundacji Centrum Twórczości Narodowej.
W listopadzie 1998 razem z Markiem Kondratem, Bogusławem Lindą i Wojciechem Malajkatem otworzył restaurację franczyzową „Prohibicja”, która została zamknięta po siedmiu latach działalności.
W 2004 wziął udział w kampanii reklamowej Radia Zet. W 2012 był jurorem w drugiej edycji programu rozrywkowego Bitwa na głosy w TVP2. W 2013 współprowadził piątkowe wydania porannego programu Pytanie na śniadanie w TVP2. W 2020 zaczął prowadzić audycję radiową Zamach na dziesiątą muzę w Radiu Nowy Świat, w którym jest także członkiem redakcji muzycznej.

## Życie prywatne

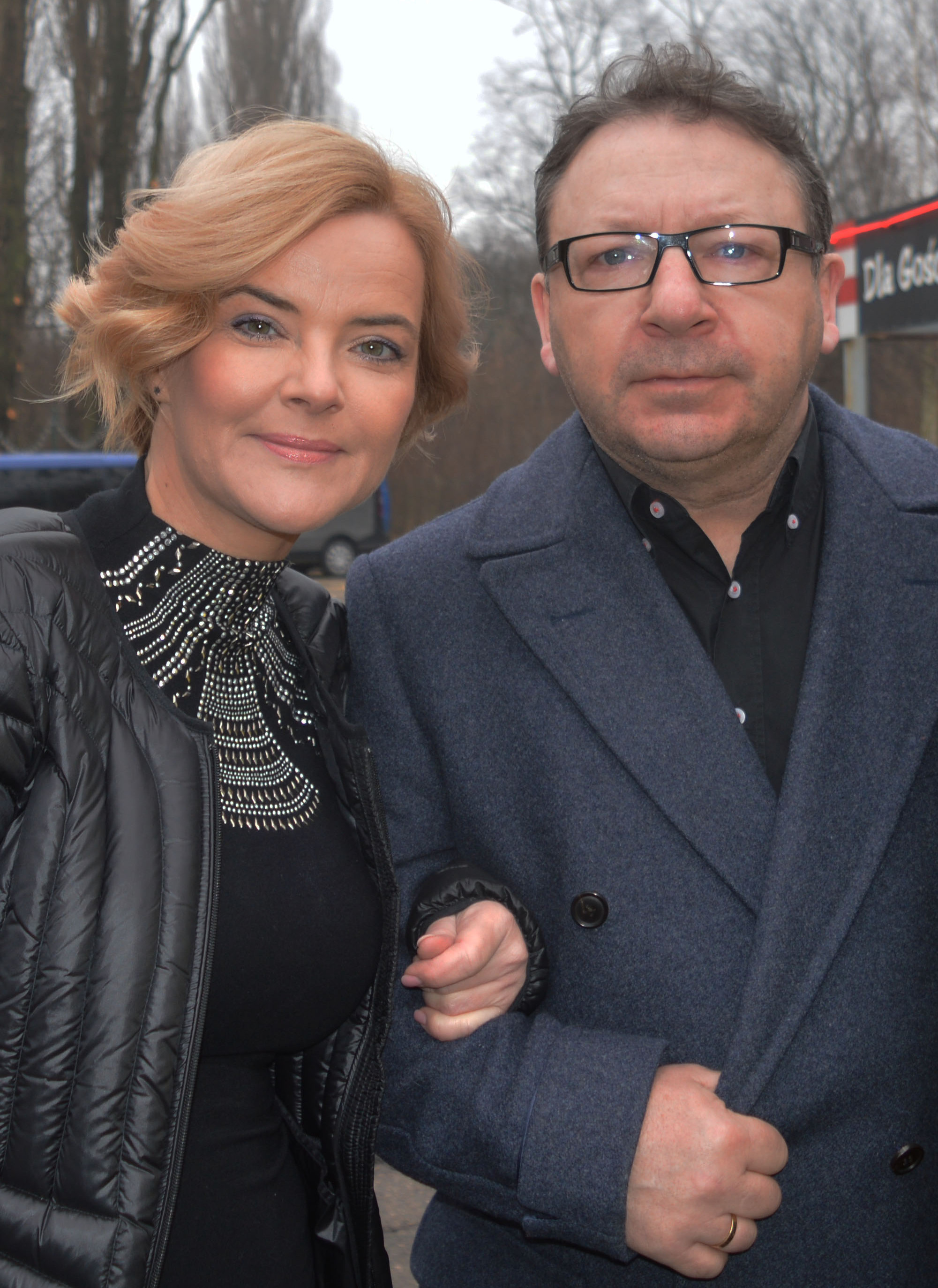
Zamachowski z ówczesną żoną, Moniką (2018)

Jego pierwszą żoną była Anna Komornicka, z którą miał syna, Jana (ur. i zm. 1991). Następnie ożenił się z Aleksandrą Justą, z którą ma czwórkę dzieci: Marię (ur. 1994), Antoniego (ur. 1997), Tadeusza (ur. 26 sierpnia 1999) i Bronisławę (ur. 2001). 3 maja 2014 poślubił prezenterkę telewizyjną Moniką Richardson, z którą rozstał się w marcu 2021, a rozwiódł we wrześniu 2023. Od 2021 jest związany z aktorką Gabrielą Muskałą.
Został członkiem komitetu poparcia Bronisława Komorowskiego przed przyspieszonymi wyborami prezydenckimi 2010.
Jest honorowym obywatelem miasta Brzeziny. Ma swoją gwiazdę przed Szkołą Podstawową nr 2 w Brzezinach. Od 2009 jest patronem tytularnym autorskiego wydarzenia muzycznego „Koncert u Zbyszka na podwórku” organizowanego przez Muzeum Regionalne w Brzezinach, w którego budynku od maja 2011 działa także kawiarenka „U Zbyszka”.

## Filmografia

### Jako aktor
- 1981: Wielka majówka jako Rysiek
- 1982: Popielec jako Latac
- 1983: Oko w oko
- 1984:
  - Rycerze i rabusie jako młody jurysta
  - Kuracja
  - Domokrążca
- 1985:
  - Mosty nieznane
  - Dach nad głową
- 1986:
  - Pierścień i róża jako książę Bulbo
  - Zmiennicy jako brat Henia
  - Ucieczka jako chłopak
  - Boczny tor jako Marek
  - Prywatne śledztwo jako robotnik w ciężarówce
- 1987:
  - Zabij mnie glino jako Seweryn
  - Zad wielkiego wieloryba jako Wiciu
  - Ludożerca jako król
- 1988:
  - Niezwykła podróż Baltazara Kobera jako Mathias
  - Dotknięci jako Piotr
  - Dekalog X jako Artur
  - Biesy (Les Possédés) jako Liamszyn
  - Mistrz i Małgorzata jako Behemot/Riuchin
- 1989:
  - Bal na dworcu w Koluszkach jako Andrzej Roszak
  - Kto zabił moją mamę?
  - Sztuka kochania jako doktor Zebro
- 1990:
  - Ucieczka z kina „Wolność” jako asystent cenzora
  - Korczak jako Szulc
  - Seszele jako Stefek
  - Plus minus nieskończoność
- 1991:
  - Ferdydurke (30 Door Key) jako parobek
  - Tak tak jako Marek
- 1992:
  - Naprawdę krótki film o miłości, zabijaniu i jeszcze jednym przykazaniu jako Zbyszek
  - Sauna jako Jussi
- 1993:
  - Trzy kolory. Niebieski
  - Na czarno (Le clandestin)
  - Straszny sen Dzidziusia Górkiewicza jako inżynier Werter
  - Taranthriller jako portier
  - Trzy kolory. Biały jako Karol
- 1994:
  - Zawrócony jako Tomasz Siwek
  - Trzy kolory. Czerwony jako Karol
- 1995:
  - Pułkownik Kwiatkowski jako Dudek
  - Pestka jako dramaturg
- 1996:
  - Odwiedź mnie we śnie jako Janusz
  - Opowieść o Józefie Szwejku i jego najjaśniejszej epoce jako porucznik Dub
- 1997:
  - Sława i chwała jako Franciszek Gołąbek
  - Kochaj i rób co chcesz jako Ryszka
  - Darmozjad polski jako Szwed
  - Szczęśliwego Nowego Jorku jako Potejto
  - Słoneczny zegar (dubbing)
  - Pułapka jako „Bobek”
- 1998:
  - 23 (23 – Nichts ist so wie es scheint) jako Sergej
  - Demony wojny według Goi jako Houdini
  - 13 posterunek jako dróżnik
- 1999:
  - Sto minut wakacji jako operator „Pigi”, kolega taty Piotrka
  - Ogniem i mieczem jako Michał Wołodyjowski
  - Przygody dobrego wojaka Szwejka jako podporucznik Dub
  - Pierwszy milion (serial) jako policjant Rafał
- 2000:
  - Weiser jako Kołota
  - Nar nettene blir lange
  - Pierwszy milion jako policjant Rafał „Teflon”
  - Dowód życia (Proof of Life) jako kierowca Terry’ego w Czeczenii
  - Prymas. Trzy lata z tysiąca jako ksiądz Stanisław Skorodecki
- 2001:
  - Lightmaker jako Rumo Ranieri
  - Wiedźmin jako Jaskier
  - Stacja jako Dymecki
  - Cześć Tereska jako Edek
- 2002:
  - Pianista jako klient sprawdzający złote monety
  - Wiedźmin jako Jaskier
- 2003:
  - Zróbmy sobie wnuka jako Gustaw Mytnik
  - Ciało jako Dizel
  - Marcinelle jako Delanoi
  - Zmruż oczy jako Jasiek
  - Światła (Lichter) jako Antoni
  - Rodzinka jako Przemysław Przepiórka
  - Bao-Bab, czyli zielono mi jako bosman Tomasz Cumel
  - Żurek jako Matuszek
  - Polana pośród brzeziny (La petite prairie aux bouleaux) jako Gutek
  - Defekt jako jasnowidz Walczak
- 2005:
  - Wróżby kumaka jako ksiądz Bieroński
  - Czas surferów jako Klama
  - Skazany na bluesa jako pan Henio, woźny w szkole
  - Diabeł jako kumpel Franka
  - Niania odc.18 jako Jakub, kierowca Joanny
- 2006:
  - Przybyli ułani jako Marian
  - Dublerzy jako Stanisław Góraj
  - Dublerzy (serial) jako Stanisław Góraj
  - Nadzieja jako Sopel, inspektor policji
- 2007: Ballada o Piotrowskim jako pan Marek
- 2008:
  - Wichry Kołymy (Within the Whirlwind) jako strażnik
  - Boisko bezdomnych jako dziennikarz sportowy Andrzej Zakrzewski
- 2009:
  - Randka w ciemno jako kamerzysta
  - Projekt dziecko, czyli ojciec potrzebny od zaraz jako Piotr
  - Naznaczony jako Aleksander Drawski (odcinek 6)
  - Operacja Dunaj jako kapitan Czesław Grążel
  - Popiełuszko. Wolność jest w nas jako Ireneusz
  - Fundacja Kultura jako pan Marek, prezes Fundacji Kultura
  - Popiełuszko. Wolność jest w nas (serial) jako Ireneusz (2009–2013)
- 2010: Święta krowa jako Bogdan
- 2012:
  - Pokłosie jako policjant
  - Do dzwonka Cafe jako tata Zbycha
- 2013:
  - Wałęsa. Człowiek z nadziei jako Nawiślak
  - Stacja Warszawa jako Dariusz
  - Biegnij, chłopcze, biegnij (Lauf, Junge, lauf) jako Hersch Fridman, ojciec Srulika
  - Gabriel jako ojciec
- 2014:
  - Bogowie jako Stanisław Pasyk
  - Jack Strong jako pułkownik Gendera
  - Kochanie, chyba cię zabiłem jako Jan Pokojski
  - Ojciec Mateusz jako ksiądz Antoni Waluś
  - Na dobre i na złe  jako Jarosław Górski
- 2015:
  - Ambasador nadziei jako Ganor
  - Droga do Rzymu jako kardynał
- 2016:
  - Kolekcja sukienek jako Sokrates
  - True Crimes jako Łukasz
  - Bez paniki, z odrobiną histerii jako Mirosław Gunder
  - 7 rzeczy, których nie wiecie o facetach jako Ryszard „Ricky” Poprawa
- 2017–2018: W rytmie serca jako Bogdan Gancarz (od odc. 6)
- 2017:
  - Listy do M. 3 jako policjant Boguś
  - Czuwaj jako inspektor
- 2018:
  - Wiedźmin - Pół wieku poezji później jako Jaskier
  - Podatek od miłości jako ojciec Klary
  - Pitbull. Ostatni pies jako Gawełek
- 2019:
  - Jaś i Małgosia – rodzeństwo, które przeżyło! (short Grupy Filmowej Darwin) jako narrator
  - Kurier jako pułkownik Antoni Chruściel „Monter”
  - Polityka jako Tadeusz Rydzyk
  - Pół wieku poezji później jako Jaskier
- 2020:
  - Zieja jako Adam Grosicki, major SB
  - Bad Boy jako prezes Bogdański
  - Sweat jako Fryderyk, partner Basi
- 2021:
  - Sexify jako dziekan
  - Monday um zehn jako Ryszard
- 2023: Sami swoi. Początek – Kacper Pawlak, ojciec Kazimierza
- 2024:
  - Gang Zielonej Rękawiczki jako komendant Mirek
  - Treasure jako taksówkarz Stefan

### Jako kompozytor
- 1987: Ludożerca

### Polski dubbing
- 1994: Prowincjonalne życie jako Max
- 1994: Brzdąc w opałach jako ojciec
- 1999: Stuart Malutki jako Stuart Malutki
- 2001: Shrek jako Shrek
- 2002: Lilo i Stich jako Stich
- 2002: Stuart Malutki 2 jako Stuart Malutki
- 2003: Nawiedzony dwór jako Jim
- 2003: Shrek 3-D jako Shrek
- 2003: Stich: Misja jako Stich
- 2003: Fałszywa dwunastka jako Tom Baker
- 2004: Rogate ranczo
- 2004: Shrek 2 jako Shrek
- 2005: Jan Paweł II jako Stanisław Dziwisz
- 2006: Karol. Papież, który pozostał człowiekiem jako Don Thomas
- 2006: Garfield 2 jako Garfield
- 2007: Pada Shrek jako Shrek
- 2007: Ratatuj jako Remy
- 2007: Shrek Trzeci jako Shrek
- 2009: Esterhazy jako ojciec polskiej rodziny
- 2010: Shrek ma wielkie oczy jako Shrek
- 2010: Podróże Guliwera jako Guliwer
- 2010: Shrek Forever jako Shrek
- 2011: Miś Yogi jako Bubu
- 2012: Muminki w pogoni za kometą jako narrator
- 2013: Mambo, Lula i piraci
- 2012: Jaś i Małgosia jako Tatuś Jasia i Małgosi
- 2014: Wielka szóstka jako Baymax
- 2016: Gdzie jest Dory? jako Koja
- 2016: Łotr 1. Gwiezdne wojny – historie jako K-2SO
- 2018: Mowgli: Legenda dżungli jako Bagheera

## Teatr Telewizji
- 1999: Randka z diabłem jako Wiesio
- 2007: Kryptonim Gracz (scen. i reż. Agnieszka Lipiec-Wróblewska) jako szermierz Jerzy Pawłowski
- 2010: Czarnobyl. Cztery dni w kwietniu jako Zbigniew Jaworowski
- 2013: Nikt mnie nie zna Major Sławnicki
- 2014: Rewizor jako Piotr Iwanowicz Dobczyński
- 2015: Zaręczyny jako Henryk

## Dyskografia
- 2009: Grzegorz Turnau, Do zobaczenia – duet w utworze „Naprawdę nie dzieje się nic”
- 2011: Grupa MoCarta, Zamach na Mocarta

### Skomponowane piosenki
- „Kocham cię, idioto” (słowa: Zenon Laskowik, z repertuaru Ady Biedrzyńskiej)

## Odznaczenia
- Krzyż Kawalerski Orderu Odrodzenia Polski (nadanie 2015[62]; wręczenie 2017[63])
- Srebrny Medal „Zasłużony Kulturze Gloria Artis” (2015)[64]
- Złoty Krzyż Zasługi (2005)[65]
- Odznaka Zasłużony Działacz Kultury (1996)

## Nagrody

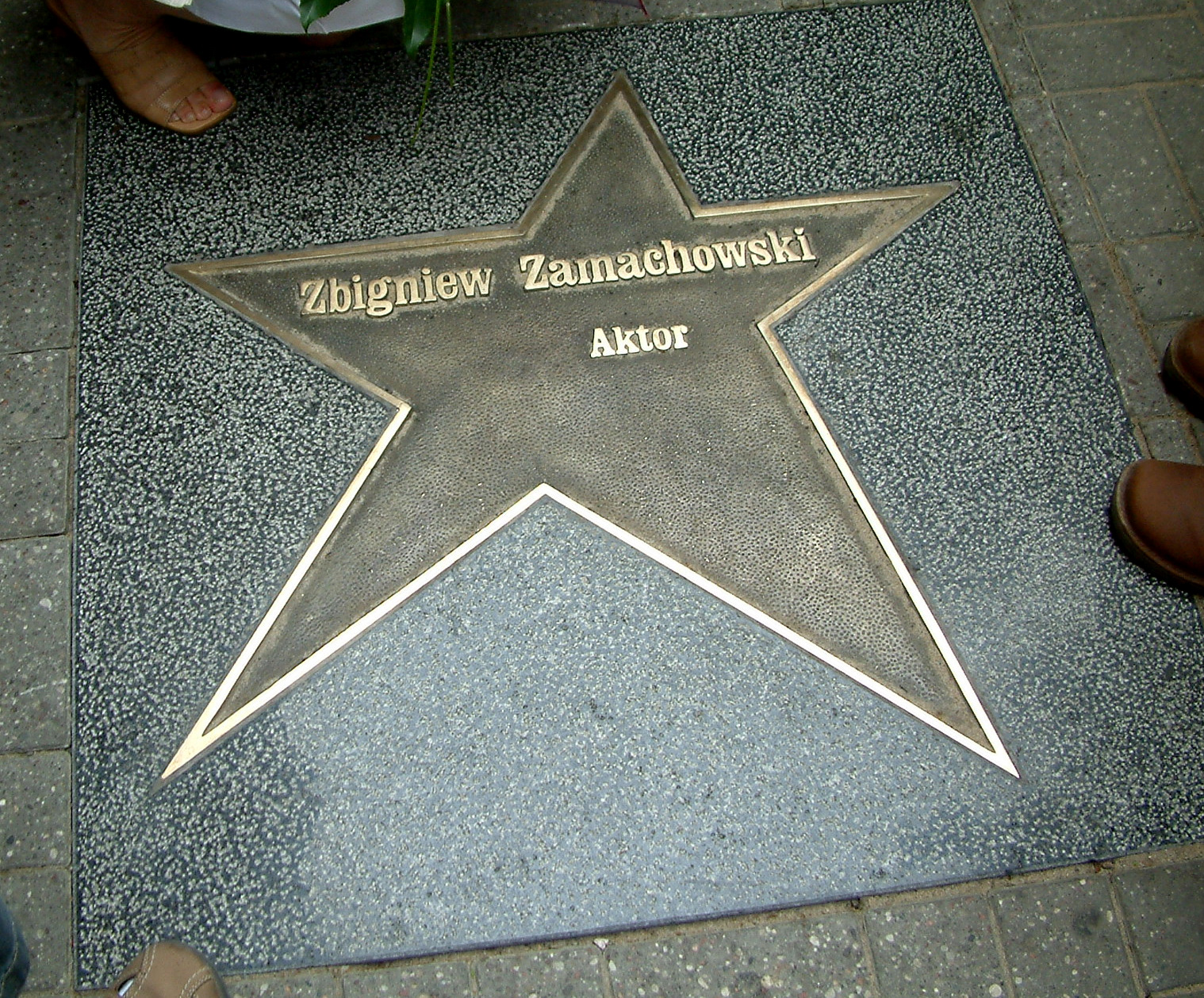
Gwiazda Zbigniewa Zamachowskiego w Alei Gwiazd w Łodzi

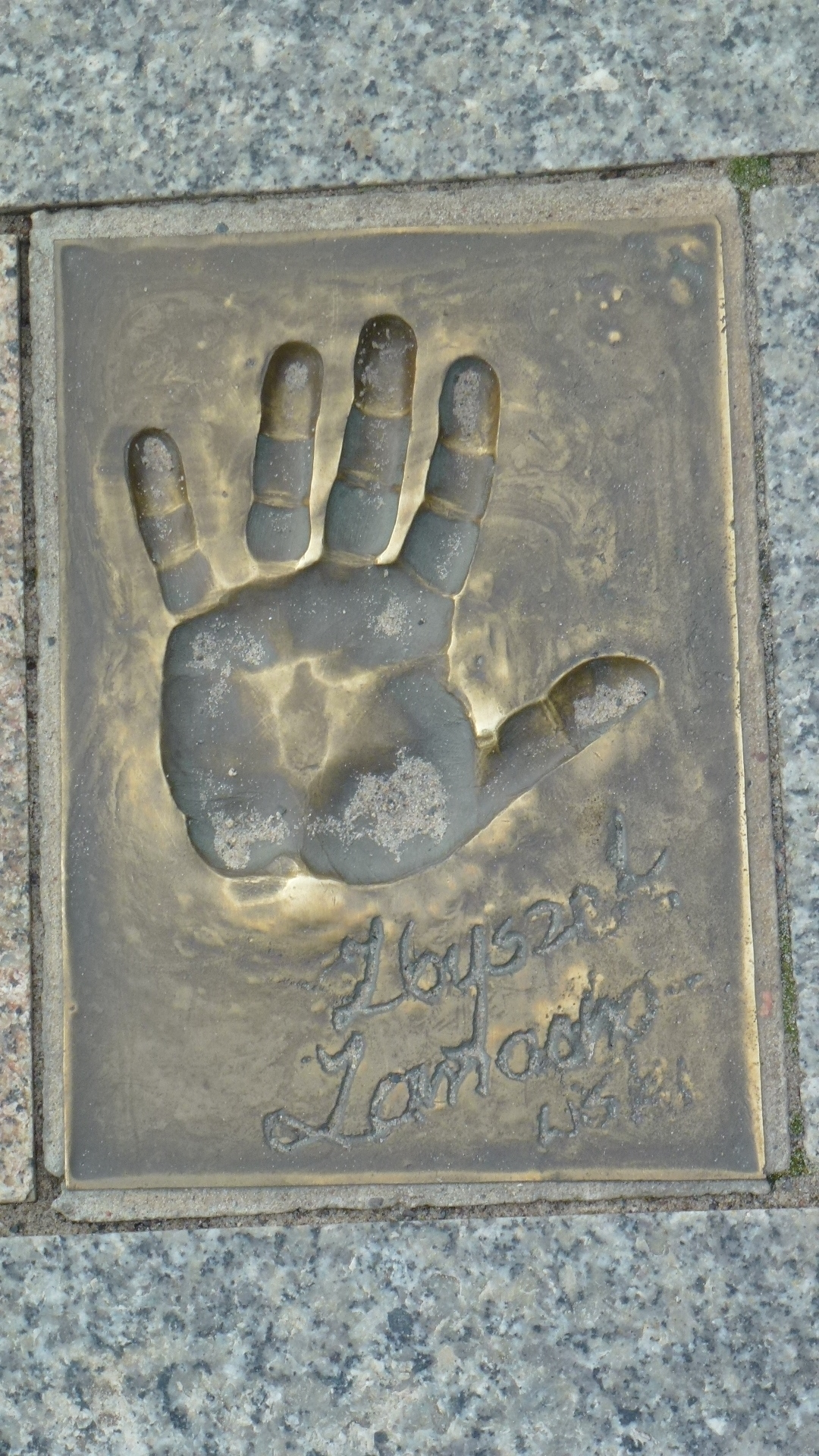
Odcisk dłoni w Alei Gwiazd w Międzyzdrojach

- Nagroda indywidualna i nagroda dziennikarzy na III Ogólnopolskim Przeglądzie Spektakli Dyplomowych Szkół Teatralnych za rolę pianisty w spektaklu Syn marnotrawny Stanisława Trembeckiego w reż. Adama Hanuszkiewicza w PWSFTViT w Łodzi (1985)
- Nagroda na V Festiwalu „Młode kino polskie '87” w Gdańsku za kreacje aktorskie w filmach Ludożercy w reż. Łukasza Wylężałka i Zad wielkiego wieloryba w reż. Mariusza Trelińskiego (1988)
- Nagroda im. Zbyszka Cybulskiego za role: Piotra w filmie Dotknięci, Seweryna w Zabij mnie, glino, Króla w filmie Ludożerca oraz Wicia w filmie Zad wielkiego wieloryba i Artura Janickiego w Dekalogu (1989)
- Nagroda Artystyczna Młodych im. Stanisława Wyspiańskiego I stopnia za osiągnięcia aktorskie w teatrze, filmie i na estradzie (1989)
- Nagroda Akademii Telewizyjnej „Wiktor” – trzykrotnie (1992, 1993, 1997)
- Metronom'92 – nagroda redakcji „Sztandaru Młodych” za przedstawienie Big Zbig Show (1993)
- Nagroda im. Aleksandra Zelwerowicza za rolę Wojnickiego w Wujaszku Wani w Teatrze Studio w Warszawie i rolę tytułową w Płatonowie Antoniego Czechowa w Teatrze Telewizji
- Nagroda na XIX Festiwalu Polskich Filmów Fabularnych za rolę Tomasza w filmie Zawrócony w reż. Kazimierza Kutza (1994)
- Złota Kaczka – nagroda przyznawana przez miesięcznik „Film” (1995)
- Nagroda im. prof. Aleksandra Bardiniego na XVIII Przeglądzie Piosenki Aktorskiej we Wrocławiu (1997)
- Polska Nagroda Filmowa „Orzeł” w kategorii najlepsza rola męska za rolę Edzia w filmie Cześć Tereska w reż. Roberta Glińskiego (2002)
- Złota Kaczka – nagroda czytelników miesięcznika „Film” za rolę Edzia w filmie Cześć Tereska i rolę Dymeckiego, właściciela stacji w filmie Stacja (2002)
- Polska Nagroda Filmowa „Orzeł” za rolę Jaśka w filmie Zmruż oczy (2004)
- Nagroda na XXXI Festiwalu Polskich Filmów Fabularnych za rolę w filmie Przybyli ułani w reż. Sylwestra Chęcińskiego (2006)
- Nagroda na VI Festiwalu Teatru Polskiego Radia i Teatru Telewizji „Dwa teatry” w Sopocie za rolę Onego II w spektaklu Piaskownica Michała Walczaka (2006)
- Statuetka „Przyjaciel Zaczarowanego Ptaszka” na Festiwal Piosenki Zaczarowanej w Krakowie – nagroda dla przyjaciela ogólnopolskiego festiwalu dla osób niepełnosprawnych uzdolnionych wokalnie (2006)
- Nagroda na VIII Festiwalu Teatru Polskiego Radia i Teatru Telewizji „Dwa teatry” w Sopocie za rolę Roberta w spektaklu Ballada o kluczu w reż. Waldemara Krzystka (2008)